# Gustaw Gottesman

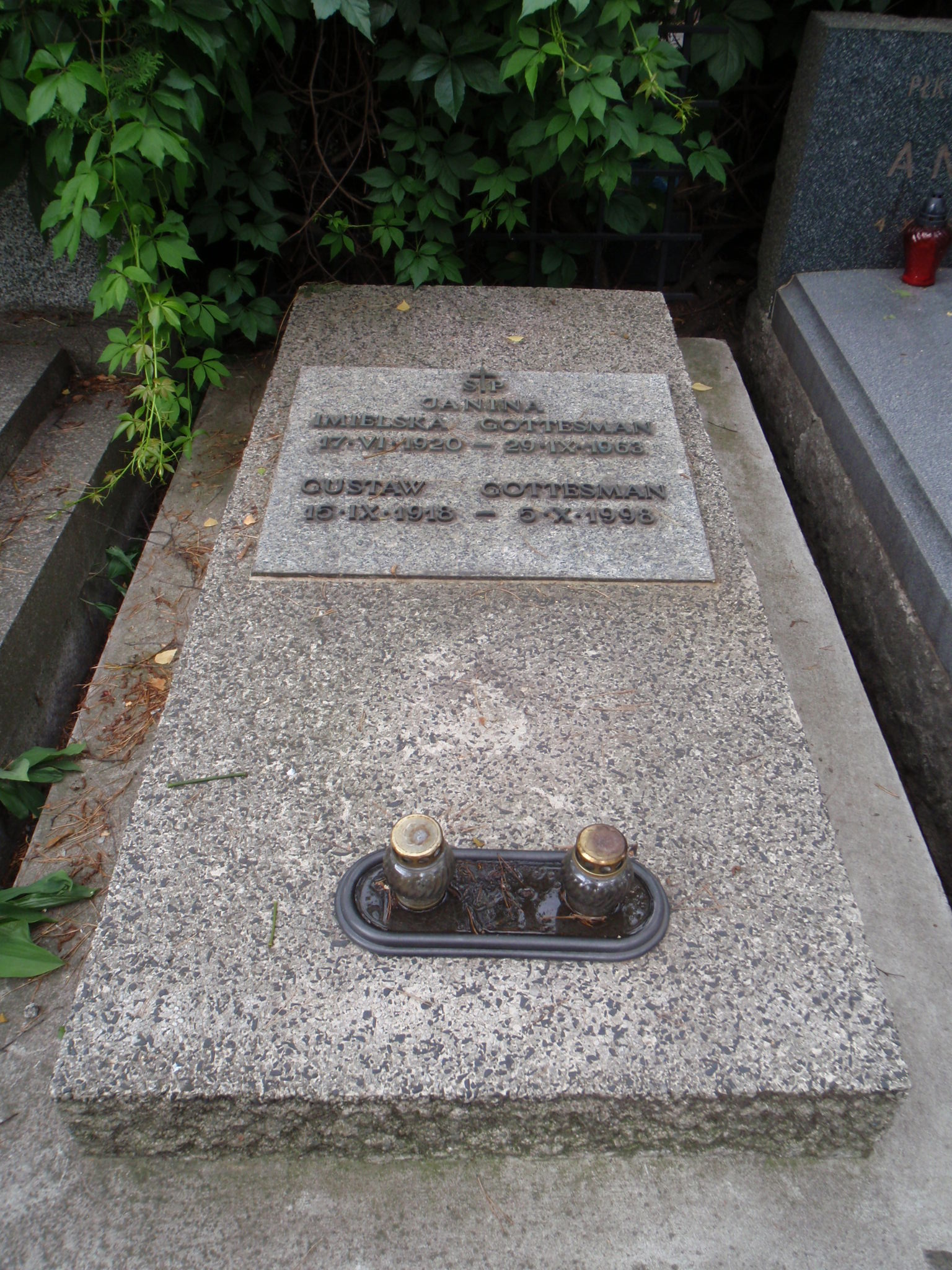
Grób Gustawa Gottesmana na Cmentarzu Wojskowym na Powązkach w Warszawie

Gustaw Gottesman (ur. 15 września 1918 we Lwowie, zm. 5 października 1998 w Warszawie) – polski dziennikarz, dramaturg i tłumacz.

## Życiorys
Urodził się we Lwowie w rodzinie polskich Żydów. Podczas Holocaustu stracił oboje rodziców. Podczas II wojny światowej był żołnierzem Polskich Sił Zbrojnych. Pracował jako urzędnik w ministerstwach polskiego rządu w Londynie. Był sekretarzem przewodniczącego polskiej delegacji na konferencję w Bretton Woods ministra Ludwika Grosfelda. Przez pewien czas pracował w ONZ.
Do Polski wrócił w 1949 r. Związał się z PZPR, z której wystąpił w r. 1968. Pracował jako dziennikarz. Był redaktorem naczelnym pisma „Przegląd Kulturalny”, do jego zamknięcia w 1963 r. W latach 1972–1975 był zastępcą redaktora naczelnego tygodnika „Literatura”. 23 sierpnia 1980 roku dołączył do apelu 64 uczonych, pisarzy i publicystów do władz komunistycznych o podjęcie dialogu ze strajkującymi robotnikami.
Autor dramatów i przekładów literackich. Wraz z Andrzejem Jareckim dokonał pierwszego przekładu na język polski libretta legendarnego musicalu Les Misérables Boublila (libretto francuskie) i Schönberga (muzyka) opartego na powieści Nędznicy Wiktora Hugo, który w latach 1989–2000 wystawiany był w gdyńskim Teatrze Muzycznym im. Danuty Baduszkowej w reżyserii Jerzego Gruzy.
Ojciec publicysty Krzysztofa Gottesmana. Pochowany jest na Cmentarzu Wojskowym na Powązkach (kwatera C2, rz. 9, m. 7).

## Publikacje książkowe
- Bancroftowie: sztuka w 4 aktach, 1953
- Zaczyna się dzień: sztuka w 3 aktach z prologiem i epilogiem (9 obrazów) (z Jerzym Broszkiewiczem), 1955